# Pteris macrophylla
Pteris macrophylla är en kantbräkenväxtart som beskrevs av Edwin Bingham Copeland. Pteris macrophylla ingår i släktet Pteris och familjen Pteridaceae. Inga underarter finns listade.